# Idioma cochimí
El idioma cochimí es una lengua de la familia yumana que se habla en el norte de la península de California. No debe confundirse con el  cochimí laymón, lengua lejanamente emparentada que se habló también en la península californiana pero que se extinguió hacia el inicio del siglo XX. 
El término cochimí es un exónimo empleado por los españoles que significa gente del norte. El cochimí moderno tiene una escritura estandarizada que facilite la enseñanza principalmente a los niños y jóvenes, los cuales habían sido agrupados con los kiliwas desconociendo que son lenguas muy distintas a pesar de formar parte de la misma familia lingüistíca.